# Fale

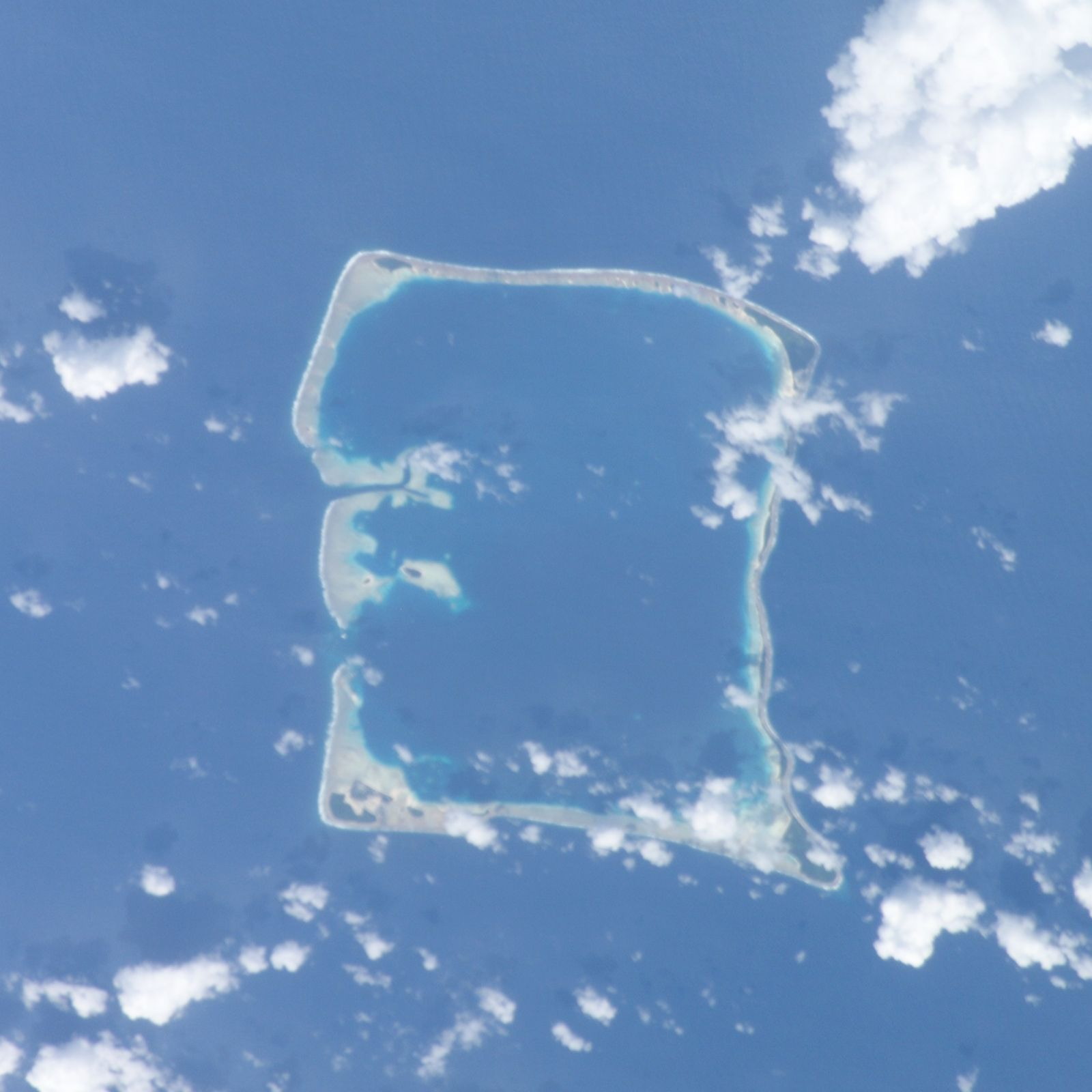
Nukufetau vista do espaço

Fale é uma ilha inabitada no arquipélago de Nukufetau, em Tuvalu.